# Popeyes Louisiana Kitchen
Popeyes Louisiana Kitchen (indicata spesso solo come Popeyes o come Popeyes Chicken & Biscuits o Popeyes Chicken & Seafood) è una catena statunitense di fast food, specializzati nel servire cibi a base di pollo.

## Storia
La compagnia è stata fondata ad Arabi, un sobborgo di New Orleans nel 1972 da Al Copeland, il quale aprì un locale chiamato Chicken on the Run.
Nel 1976 iniziò a concedere il marchio in franchising; il primo locale di questo tipo fu aperto a Baton Rouge, e per gestire meglio la catena fu fondata la Copeland Enterprises, con cui in seguito fu acquistata la catena rivale Church's Chicken (poi venduta nel 2004 alla Arcapita).
Agli inizi degli anni novanta la Copeland Enterprises, proprietaria della catena, finì in bancarotta e i creditori divennero proprietari della compagnia, creando la America's Favorite Chicken (AFC Enterprises), tuttora proprietaria della catena.

## Nome
Contrariamente a quanto si pensa il nome non deriva dal famoso personaggio Braccio di Ferro (appunto Popeye in lingua originale) bensì da Jimmy "Popeye" Doyle, protagonista del film Il braccio violento della legge come affermato dal fondatore.
L'equivoco è causato dal fatto che la società usò Braccio di Ferro come mascotte nelle proprie campagne pubblicitarie fino al 2012, approfittando proprio dell'omonimia.

## Prodotti
I ristoranti servono ai clienti prodotti principalmente a base di pollo cucinato in vari modi: fritto, arrostito o grigliato. Il pollo viene venduto in panini oppure in pezzi accompagnato con varie salse o da insalate come la coleslaw.
Altri prodotti includono le fritture di mare, salsicce, biscuit e prodotti da pasticceria.

## Diffusione
L'azienda è la seconda più grande catena di ristoranti a base di pollo del mondo per numero di locali (dopo la rivale Kentucky Fried Chicken) con oltre 1.800 ristoranti in 40 stati degli USA e in altri paesi del mondo: Giordania, Turchia, Cipro Nord, Bahrein, Cina, Hong Kong, Iraq, Italia, Indonesia, Giordania, Kuwait, Emirati Arabi Uniti, Giappone, Malaysia, Arabia Saudita, Corea del Sud, Singapore, Canada, Giamaica, Guyana, Suriname, Messico, Trinidad e Tobago, Honduras, Vietnam, Panama, Perù, Costa Rica, Spagna, Francia, Svizzera e Repubblica Ceca. 
Il 14 novembre 2024 apre a Milano, in via Edmondo de Amicis, il primo punto vendita in Italia. L'azienda ha fatto sapere di voler espandersi nel suolo italiano fino ad arrivare ad avere 50 punti vendita nel giro di tre anni. Il secondo locale italiano della catena è stato aperto sempre a Milano, in corso Buenos Aires. Il 29 maggio 2025 hanno aperto in P.le Principessa Clotilde il terzo punto vendita milanese; mentre a giugno il punto vendita bergamasco e quello piemontese al Mondojuve Shopping Village, centro commerciale situato a Nichelino in provincia di Torino. L'apertura del ristorante Popeyes a Roma presso Maximo Shopping Center situato nella zona sud della città è stata martedì 20 maggio 2025 alle ore 12:00. Tutte le nuove aperture sono state annunciate tramite il loro profilo Instagram.
In termini di fatturato è la terza azienda del settore superata solo da Kentucky Fried Chickene Chick-fil-A.